# Réseau Flèches noires
Le Réseau Flèches noires, fut créé en 1940 par René Dedienne et Charles Sindic. Ce réseau de renseignement opère à Mayenne en Mayenne

## Histoire
L'équipe est spécialisée dans le renseignement à partir d'août 1941 et appartient au réseau les Flèches Noires. Ses responsables sont René Dedienne et Charles Syndic.

## Chute du réseau
Les membres du réseau sont dénoncés en 1942. 
François Chemin, Paul Derouet, Charles Sindic et Joseph Peignaud sont arrêtés et torturés par la Gestapo, ils seront fusillés en mars 1942. René Dedienne, Mademoiselle Peignaud, Madame Chemin et son fils Auguste sont déportés en Allemagne.
Charles Syndic est abattu par des soldats allemands à Angers le 2 mars 1942. Une rue porte son nom à Angers.

## Hommage
Le 8 mai 1949, Lucien de Montigny, fait déposer une plaque au numéro 92 du boulevard Paul-Lintier à Mayenne, sur le mur de l'ancienne maison de François Chemin. 